# Pierre Bellot
Pierre Bellot (* 17. März 1783 in Marseille; † 3. September 1855 ebenda) war ein französischer Dichter okzitanischer Sprache.

## Leben und Werk
Pierre-Antoine Bellot dichtete in Marseille in provenzalischer Sprache. 1817 schuf er in dem Gedicht Poueto cassaire (Dichter-Jäger) die Figur des südfranzösischen Jägerlatein-Aufschneiders, wie sie später von Alphonse Daudet in Tartarin de Tarascon gestaltet wurde. Ein weiterer Traditionsstrang führte von ihm zu Marcel Pagnol. Bellots Versuche von Zeitungsgründungen in provenzalischer Sprache (Lou Descaladaire, Lou Tambourinaire und Le Menestrel, zusammen mit Louis Méry, 1841) scheiterten. Bellot gehörte zu den Beiträgern von Joseph Roumanilles Sammelband Li Prouvençalo (Les Provençales, Avignon 1852) und darf als einer der Vorläufer des Félibrige gelten.

## Werke (Auswahl)
- Les Loisirs d’un flâneur, ou le Poète par occasion. Recueil de poésies provençales et françaises. Paris 1822.
- Mes moments perdus. Recueil de poésies françaises et provençales. 2 Bde. Achard, Marseille 1823, 1829, 1830.
- L’Ermito de la Madaleno, ou l’Observatour marsiés. Roche, Marseille 1824.
- Moussu Canulo, vo lou Fiou ingra. Comédie en 3 actes et en vers provençaux et français. Achard, Marseille 1832.
- Oeuvres complètes de Pierre Bellot. Nouvelles poésies provençales de Pierre Bellot faisant suite à ses oeuvres complètes. 3 Bde. Feissat aîné et Demonchy, Marseille 1836–1840.
  - Obros coumpletos de Pierre Bellot coumpousados de pouesios prouvençalos (Editien poupulari). 4 Bde. Marseille 1841.
- (Hrsg.) Lou Tambourinaïre et le Ménestrel. Journal provençal et français de la ville, des bastides et des théâtres. Marseille 1841–1846.
- Les Bouquetières, ou les Trois mariages. Comédie vaudeville en 3 actes et en vers provençaux et français. Achard, Marseille 1843.
- Les pêcheurs catalans ou le souper fantastique. Comédie vaudeville en deux actes en vers provençaux et français. Marseille 1846.
- Naissance de Notre Seigneur Jésus-Christ, ou Crèche pastorale en 4 actes et 7 tableaux, avec tous les anachronismes d’usage, en vers français et provençaux. Boy, Marseille 1851.
- Les Veillées provençales. Mélange de poésies patoises et françaises. J. Clappier, Marseille 1852.
- Dernieros beluguos poetiquos. Clappier, Marseille 1852.
- Leis Radieros. Pensados doou poueto Cassaire. Boy, Marseille 1854.
- Lou Galegeaire vo la liasso entiero deis contes vieilhs et nouveous et peços inedichos de Pierre Bellot. Précédés d’une introduction de M. Mary-Lafon et de soun Vouyagi a Casteoudouble (Var). Marseille 1855.

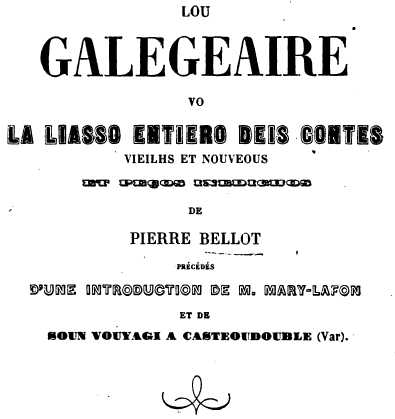
Titelblatt eines Werkes von Pierre Bellot